# Балка Сороча
Балка Сороча — балка (річка) в Україні у Бахмутському районі Донецької області. Права притока річки Булавинки (басейн Азовського моря).

## Опис
Довжина балки приблизно 6,67 км, найкоротша відстань між витоком і гирлом — 5,25  км, коефіцієнт звивистості річки — 1,27 . Формується декількома балками та загатами.

## Розташування
Бере початок на західній околиці селища Савелівки. Тече переважно на південний захід через селище Прибережне і впадає у річку Булавинку (Волинцівське водосховище), ліву притоку річки Кринки.

## Цікаві факти
- Від витоку балки на північній стороні на відстані приблизно 899 м пролягає автошлях М04[2] ((Знам'янка — Луганськ — Ізварине (державний кордон з Росією) — автомобільний шлях міжнародного значення на території України).
- У XX столітті на балці існували молочно-тваринна ферма (МТФ) та багато териконів[4].